# ADN mitocondrial nuclear

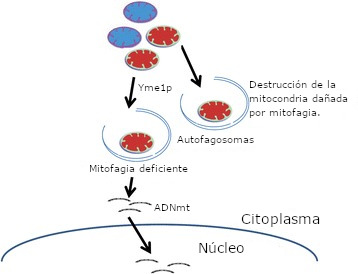
Uno de los mecanismos de integración de ADN mitocondrial en el núcleo.

El ADN mitocondrial nuclear (abreviado NUMT, del inglés nuclear mitochondrial DNA segment) es un término que se refiere a aquellas secuencias de ADN nuclear que son homólogas al ADN mitocondrial (ADNmt), que están presentes en células eucariotas. 
Algunas secuencias de ADN de las mitocondrias se transfieren con frecuencia al núcleo y han sido encontradas en numerosas especies. El término fue acuñado por Jose V. Lopez en 1994 en un estudio sobre el genoma nuclear del gato doméstico.
Los NUMT son, en su mayoría, pseudogenes —genes que no se transcriben a ARN mensajero (ARNm)—, pero algunos, hallados sobre todo en plantas, son funcionales. La cantidad de secuencias NUMT es muy variable en función de la especie. Es muy baja, por ejemplo en Plasmodium, Fugu y Drosophila y mayor en Arabidopsis y el ser humano —en Arabidopsis, existe una copia extensa de todo el genoma mitocondrial en un solo locus, con duplicaciones de algunos segmentos—. Existen NUMT en todos los cromosomas humanos, sin preferencia por ningún locus. Casi siempre se insertan entre genes, y ocasionalmente dentro de intrones. En general, representan el 0,016 % del genoma humano.
La hipótesis más aceptada sobre el origen de los NUMT está en relación con la teoría de la endosimbiosis, formulada por Lynn Margulis en 1967  y que es aceptada por la mayoría de la comunidad científica hoy en día. Esta explica el origen de la célula eucariota como el resultado de la simbiosis entre células procariotas, las mitocondrias descenderían de las Alphaproteobacteria. De hecho, las bacterias del orden Rickettsiales poseen el genoma que se considera el más similar a la mitocondrias, de entre todos los organismos procariotas actuales. Los NUMT tendrían su origen en fragmentos de ADN mitocondrial que se trasladaron e integraron en el núcleo, cosa que sigue ocurriendo en los seres vivos actuales. Se hipotetizó que el mecanismo por el que se producen fuera la transcripción inversa de ARNm mitocondrial y su posterior inserción en el ADN nuclear, pero la presencia de elementos del genoma mitocondrial, como el bucle D, que no se transcriben a ARN descartó esta hipótesis.
La inserción del ADN mitocondrial en el núcleo se lleva a cabo en varios pasos. El primero de ellos es la salida del material genético de la mitocondria, que podría deberse a la formación de autofagolisosomas o a la pérdida temporal de la integridad de sus membranas durante la división de estos orgánulos o por un daño provocado por toxinas. Las mutaciones en el gen YME1, en Saccharomyces cerevisiae, alteran la autofagia de las mitocondrias y se produce una acumulación de ADNmt en el citosol, que acaba trasponiéndose al núcleo. Por otra parte, al haber muchas mitocondrias por célula, excepto excepciones como en Plasmodium, donde solo hay una, se asegura que exista un flujo constante de material genético de la mitocondria al núcleo (y viceversa, aunque se estima que esto es hasta 100 000 veces menos frecuente). Posteriormente, la inserción propiamente dicha del fragmento ocurre en la reparación de roturas de doble cadena en el ADN nuclear por un proceso de recombinación no homóloga o de fusión de los extremos. Algunas causas posibles de la rotura de las dos cadenas son la producción de especies reactivas de oxígeno, enzimas como la girasa, fármacos antineoplásicos y radiaciones ionizantes.
A nivel filogenético, se considera que la presencia de NUMT tiene un efecto evolutivo negativo o neutro en la supervivencia; sin embargo, también se ha hallado una correlación positiva entre la longevidad de una especie y la cantidad de NUMT en su genoma y se le achaca un efecto protector del ADN que previene la pérdida de información durante la recombinación no homóloga. A nivel ontogénico, la aparición de novo de NUMT en células somáticas, y habitualmente dentro de los exones, podría desempeñar un papel en el envejecimiento natural y en la aparición de enfermedades como el cáncer. Por ejemplo, en el adenocarcinoma de colon, las células tumorales presentan hasta 4,2 veces más copias de NUMT comparado con lo habitual.